# ATAMI
『ATAMI』(アタミ) は、日本の音楽プロデューサー、渡辺善太郎によるソロ・ユニット「atami」のデビュー・アルバム。2001年2月15日、avex traxより発売された。

## 概要
- 本作は、渡辺善太郎が"atami"名義で発表したデビュー・アルバム。
- 本人が楽曲を提供してきた複数のアーティストのヴォーカルをフィーチャーしており、CHARAと共同作曲した楽曲「70%-夕暮れのうた」のセルフカバーでは本人自身がヴォーカルを担当している。
- 2017年7月19日、本作がアナログ12inchでリリースされた[2]。
- 既発売のシングル曲「NIGHTINGALE」「八月」は収録されておらず、英語歌詞バージョンが収録されている（「八月」は「August」にタイトル変更された）。

## 収録曲
| 全編曲: 渡辺善太郎。 |                                             |                   |                   |       |
| #                    | タイトル                                    | 作詞              | 作曲              | 時間  |
| 1.                   | 「intro」                                   |                   | 渡辺善太郎        | 0:51  |
| 2.                   | 「NIGHTINGALE」(feat. bice)                 | bice・ayuo        | 渡辺善太郎        | 4:13  |
| 3.                   | 「ガラスの豚」(feat. K.)                    | K.                | 渡辺善太郎        | 3:34  |
| 4.                   | 「キス・キス」(feat. キリンジ)              | 堀込高樹          | 渡辺善太郎        | 3:21  |
| 5.                   | 「MICA」(feat. CHARA)                       | CHARA             | CHARA・渡辺善太郎 | 3:03  |
| 6.                   | 「August」(feat. ハトリミホ)                | MIHO HATORI       | 渡辺善太郎        | 3:11  |
| 7.                   | 「30215」                                   |                   | 渡辺善太郎        | 3:19  |
| 8.                   | 「RED MOON」(feat. bice) (Album ver.)       | bice・matui keizi | 渡辺善太郎        | 3:39  |
| 9.                   | 「フランキーズBB」                          |                   | 渡辺善太郎        | 2:24  |
| 10.                  | 「赤い砂漠」(feat. ハトリミホ) (hypno ver.) | MIHO HATORI       | 渡辺善太郎        | 3:38  |
| 11.                  | 「outro」                                   |                   | 渡辺善太郎        | 6:02  |
| 12.                  | 「70%-夕暮れのうた」(atamix ver.)           | CHARA             | CHARA・渡辺善太郎 | 3:45  |
| 合計時間:            | 合計時間:                                   | 合計時間:         | 合計時間:         | 41:00 |

## クレジット
- Executive Producer：masato "max" matsuura
- Music Coordinator：Yasushi Horiguchi
- Special Coordinator：Tom Yoda
- General Producers：Junichi Tsuchiya, Katsuro Oshita, Motohiro Abe, Shinji Hayashi

## 参加ミュージシャン
| NIGHTINGALE - Guitar, A.Guitar：渡辺善太郎 - Double Bass [Wood Bass]：渡辺等 - Drums：中幸一郎 - Piano：bice - Recording, Mixing：南石聡巳 ガラスの豚 - E.Bass, Guitar, A.Guitar：渡辺善太郎 - Drums：ASA-CHANG - Flugelhorn：荒木敏男 - Recording：南石聡巳 - Mixing：高山徹 キス・キス - E.Bass, A.Guitar：渡辺善太郎 - Recording：笹原与志一 - Mixing：南石聡巳 MICA - Drums, E.Bass, E.Guitar, Piano：渡辺善太郎 - Flugelhorn：荒木敏男 - Recording, Mixing：松本靖雄 | August - Drums, E.Bass, E.Guitar：渡辺善太郎 - A.Guitar：Takahiro Shimizu - Cello：松岡陽平 - Viola：大沼幸江 - Violin：金原千恵子, 桐山なぎさ - Recording, Mixing：松本靖雄 RED MOON (Album ver.) - Recording：南石聡巳, 渡辺善太郎 - Mixing：太田和昭, 渡辺善太郎 フランキーズBB - Recording：多田聖樹 赤い砂漠 (hypno ver.) - Double Bass [Wood Bass]：河上修 - Cello：松岡陽平 - Viola：大沼幸江 - Violin：金原千恵子, 桐山なぎさ - Recording：松本靖雄, 渡辺善太郎 - Mixing：渡辺善太郎 70%-夕暮れのうた (atamix ver.) - Vocals：渡辺善太郎 - Recording：多田聖樹 - Mixing：渡辺善太郎 |